# David Bratton
David Hey Bratton (New York, 1869. október ? – Chicago, 1904. december 3.) olimpiai bajnok amerikai vízilabdázó.
A St. Louisban rendezett játékokon, a vízilabda küzdelmeiben élen végző New York Athletic Club játékosa és fő támogatójaként, valamint a 4x50 yardos vegyes úszó váltó tagjaként is szerepelt.
Hastífuszban hunyt el 35 éves korában, az olimpia után, Chicagóban.